# Radipole
Radipole – wieś w Anglii, w hrabstwie Dorset, w dystrykcie (unitary authority) Dorset. Leży 10 km na południe od miasta Dorchester i 192 km na południowy zachód od Londynu.